# Laelaptonyssidae
Famille
Genre
Les Laelaptonyssidae Womersley, 1956 sont une famille d'acariens Mesostigmata. Elle ne contient qu'un genre Laelaptonyssus et six espèces. Puchihlungia Samsinak, 1964 en est synonyme.

## Classification
- Laelaptonyssus chinensis (Samsinak, 1964)
- Laelaptonyssus darwiniensis Halliday, 1987
- Laelaptonyssus hallidayi Krantz, 2001
- Laelaptonyssus lenzi Halliday, 1987
- Laelaptonyssus mitis Womersley, 1956
- Laelaptonyssus setosus Krantz, 2001